# 226.ª Brigada Mixta (Ejército Popular de la República)
La 226.ª Brigada Mixta fue una unidad del Ejército Popular de la República que combatió en la Guerra civil española.

## Historial
La brigada comenzó a organizarse en Cataluña durante el verano de 1937, pero no sería hasta la primavera de 1938 cuando pudiera incorporarse al Ejército republicano. El 22 de abril de 1938 quedó adscrita a la 42.ª División de la Agrupación Autónoma del Ebro. Parte de sus fuerzas estaban constituidas por el antiguo Batallón Bautista Garcet, que había destacado en los combates del Frente de Córdoba al comienzo de la contienda. La unidad quedó bajo el mando del Mayor de milicias Antonio Ortiz Roldán.
Al comienzo de la Batalla del Ebro, el 25 de julio de 1938 tres batallones de la brigada cruzaron el río al norte de Fayón, siendo una de las primeras unidades en cruzar el río. Durante el primer día de la ofensiva tuvo una destacada actuación, logrando conquistar sin bajas la elevación de "Els Auts" y capturar una batería de artillería del 155 al completo. llegando hasta el cruce de Gilabert, donde había pernoctado la noche anterior el general Yagüe. Durante los siguientes días aguantó en esta reducida posición bajo constantes bombardeos y contraataques de la caballería nacional y diversas agrupaciones, derribando varios aviones, entre ellos el del Cap. Cuadra y el de González del Valle, un Savoia un Heinkel y un par de cazas más,cumpliendo las órdenes del Tte. Col. Tagüeña para que las otras dos bm repasaran el Ebro, hasta que el 6 de agosto se retira de noche a la orilla del Ebro,dejando vacías las posiciones tras sufrir un 60% de bajas.Muchos miembros de esta unidad fueron premiados y ascendidos por méritos de guerra. Tras reponer sus fuerzas, el 20 de septiembre regresó al Frente del Ebro en apoyo de la 45.ª División Internacional, situándose en la Sierra de Cavalls. El 4 de noviembre perdió la población de Miravet y el día 12 también perdió Ascó, tras lo cual se retiró a la otra orilla del Ebro.
Después del Ebro, el mando de la unidad pasó al mayor de milicias José de la Fuente Álvarez. Con el comienzo de la Ofensiva franquista de Cataluña, la brigada se retiró hacia la frontera francesa. Llegó a ofrecer resistencia en Villafranca del Panadés, pero continuó su retirada hacia el norte. El día 7 febrero se encontraba en las orillas del río Fluviá, y el 9 de febrero cruzó la frontera por el paso de Port-Bou.

## Mandos
Comandantes
- mayor de milicias Antonio Ortiz Roldán;
- mayor de milicias José de la Fuente Álvarez;

Comisarios
- José Carmona Requena, del PCE;